# Яблоновка (Тернопольская область)
Яблоновка (укр. Яблунівка) — село в Подгаецкой городской общине Тернопольского района Тернопольской области Украины.
До 2020 года входило в Подгаецкий район.
Население по переписи 2001 года составляло 465 человек. Почтовый индекс — 48020. Телефонный код — 3542.